# Ђетиња
Ђетиња је река која настаје на обронцима планине Таре, у Пустом пољу код села Кремна на месту где се спајају реке Братешина и Коњска река, као и Ужички поток и Томића поток. Река протиче кроз Ужице а код Пожеге се, након 75 km, спаја са реком Моравицом и тако настаје река Западна Морава.

## Теорије о пореклу имена
Највероватније објашњење порекла имена реке Ђетиње се заснива на старинском називу Цетина што значи Коњска река. Једна од река од којих Ђетиња настаје се и данас зове управо тако - Коњска река.

## Особине
У горњем току, све до Ужица река тече кроз веома атрактивну клисуру која има и неке одлике кањона. У свом току има две велике пећине. У клисури се налази пећина Мегара, а низводно од Ужица је позната Потпећка пећина. У клисури Ђетиње се налази и неколико извора топле воде.
На реци постоје три вештачка језера. Два Велика и Мала брана се налазе близу Ужица, а настала су на преласку из 19. века у 20. век, када је започела електрификација овог места. 1900-те године, у Ужицу је изграђена хидроелектрана, једна од првих на свету, само 5 година после оне на Нијагариним водопадима. Убрзо су изграђене још две, а данас су сачуване хидроелектране на Градској плажи и у Турици. Највеће језеро на Ђетињи је језеро Врутци, које је настало 1984. године градњом бране високе 77 метара. Намена овог језера је стварање резерви пијаће воде за потребе Ужица и околине.
Клисура је значајна и по живом свету. Велики је број ретких и ендемских биљних врста које су овде сачуване. Клисура је позната као један од простора најбогатијих дневним лептирима, а није реткост наићи на срне, лисице, видре и друге шумске животиње.
У клисури Ђетиње и околини је нађено више остатака насеобина из најранијих периода људске цивилизације. У римско доба овде се налазило и римско утврђење. На брду изнад Ужица се налазе остаци Ужичког града, тврђаве настале у раном средњем веку. Њена улога је била заштита тадашњих трговачких путева који су спајали јадранску обалу са истоком. Порушена је 1863. године минирањем.
На обали реке Ђетиње се налазио и средњовековни манастир Рујно (Рујан манастир Рујно), посвећен Светом Ђорђу, у коме се налазила прва српска штампарија. Ту је штампана прва српска књига Рујанско четворојеванђеље. Манастир су срушили Турци средином 16. века